# Рашо Вучинић
Рашо Вучинић (Зеница, 1. септембар 1982) српски је политичар и бивши репрезентативац Савезне Републике Југославије у бобу на Зимским олимпијским играма 2002. године.

## Живот
Вучинић је рођен 1. септембра 1982. године у српско-црногорској породици у Зеници, тадашњој СР Босни и Херцеговини, те СФР Југославији. Његова породица потиче из Мојковца. Дипломирао је на Факултету спорта и физичког образовања у Београду.
Такмичио се у дисциплини четворо људи у бобу на Зимским олимпијским играма 2002. године, представљајући Савезну Републику Југославију.
Вучинић је био члан Српске радикалне странке (СРС), а вршио је функцију одборника у Скупштини града Београда од 2008. до 2012. године. Био је на 165. месту на листи Српске радикалне странке на изборима за народне посланике 2008. године, али листа није освојила толики број посланика. Напустио је СРС 2010. године заједно са групом одборника и основао нову одборничу групу "Одлучно за Београд". Остаће познат по томе што је у једном интервјуу изјавио како је свирао гусле заједно са Радованом Караџићем, тада бегунцем, а додао је да да је знао да је то Караџић, да би му чак понудио и уточиште. Вучинић је приведен на протесту поводом хапшења Радована Караџића 2008. године.
Вучинић је председник Института за гусле и епску поезију Србије, као и оснивач и председник Црногорско-херцеговачког покрета, политичке организације која је основана са циљем доприноса бољим односима Србије и Црне Горе.